# Lejonfibblesläktet
Lejonfibblor (Leontodon) är ett släkte av korgblommiga växter. Lejonfibblor ingår i familjen korgblommiga växter.

## Bildgalleri

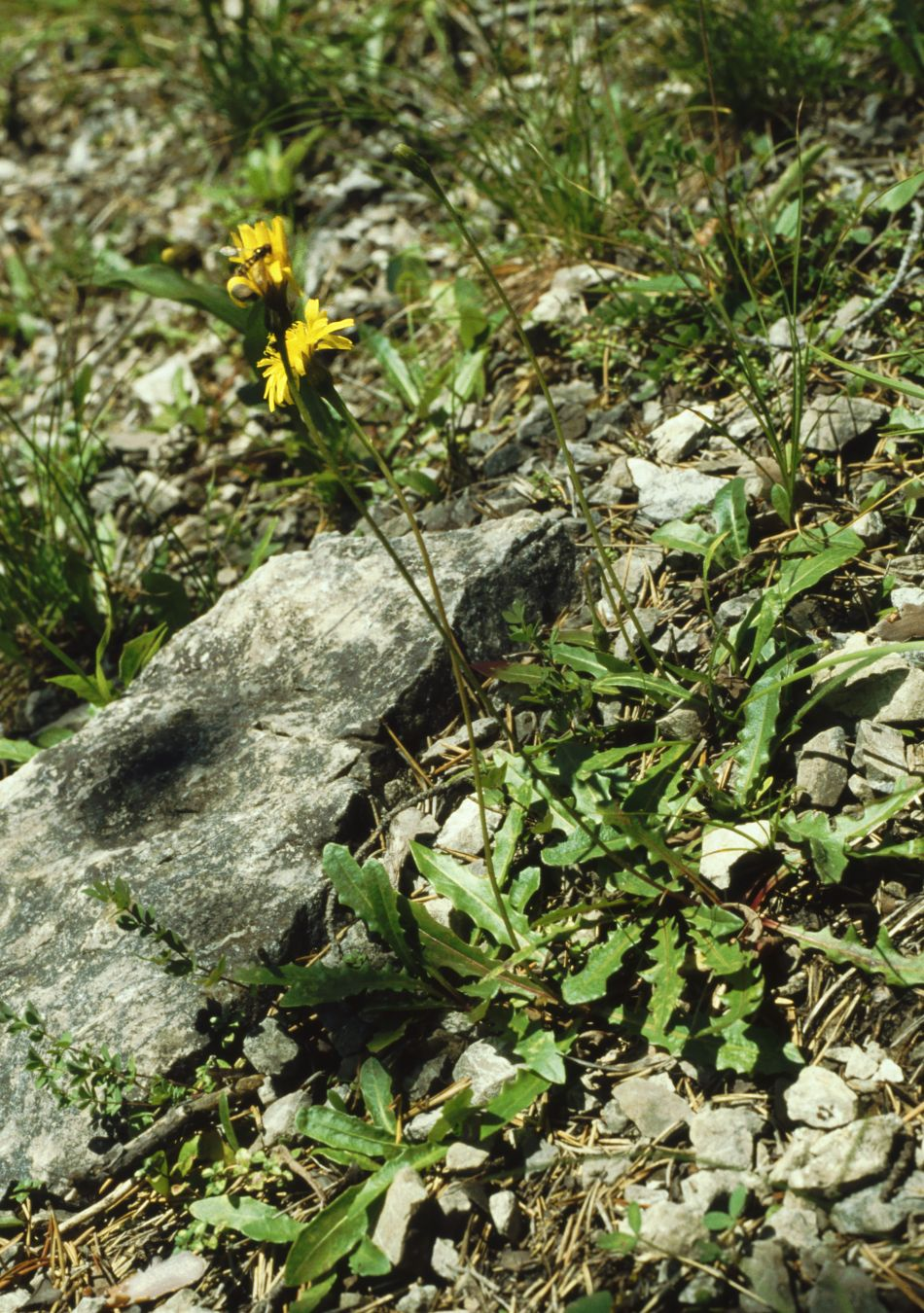
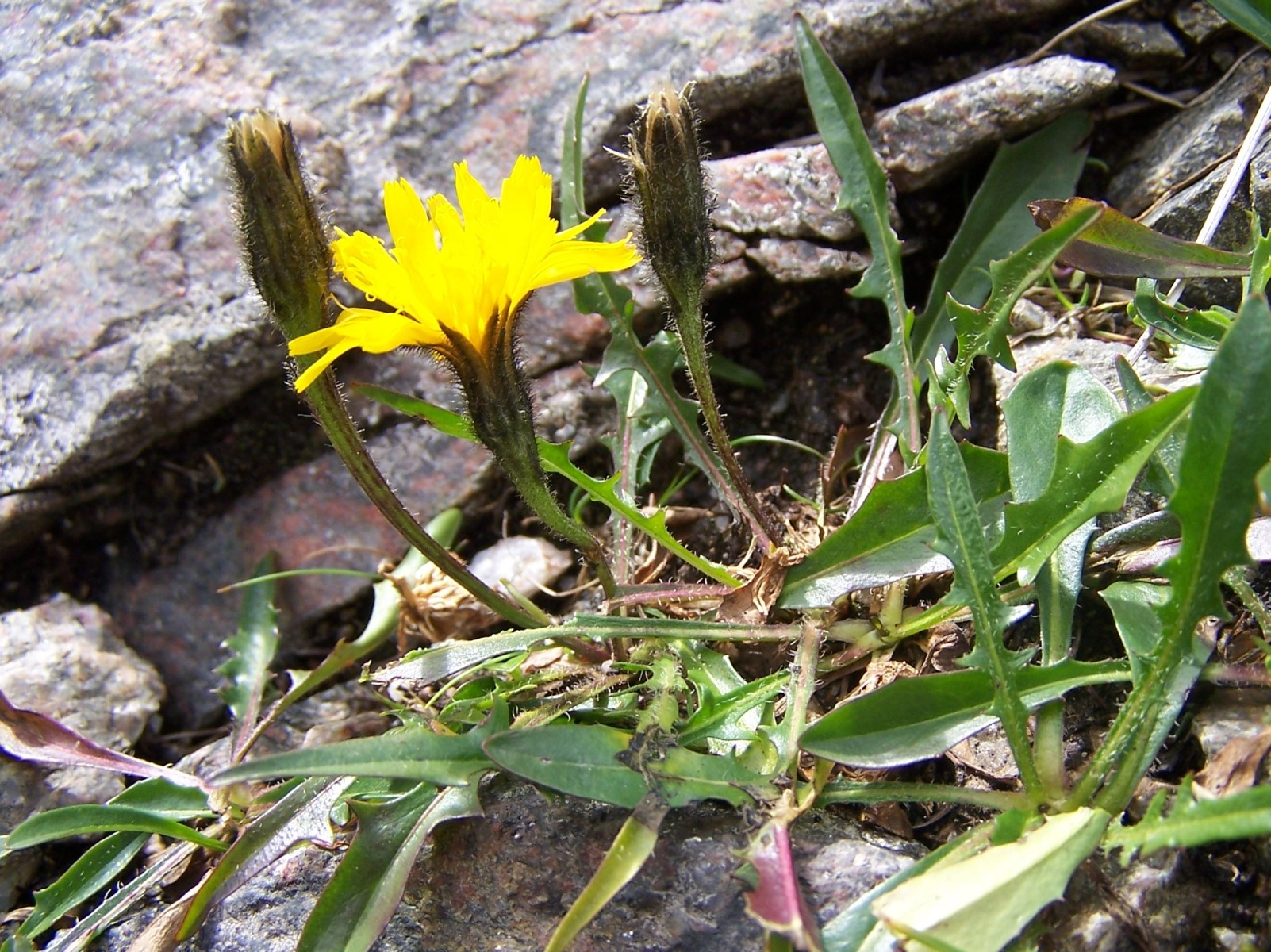
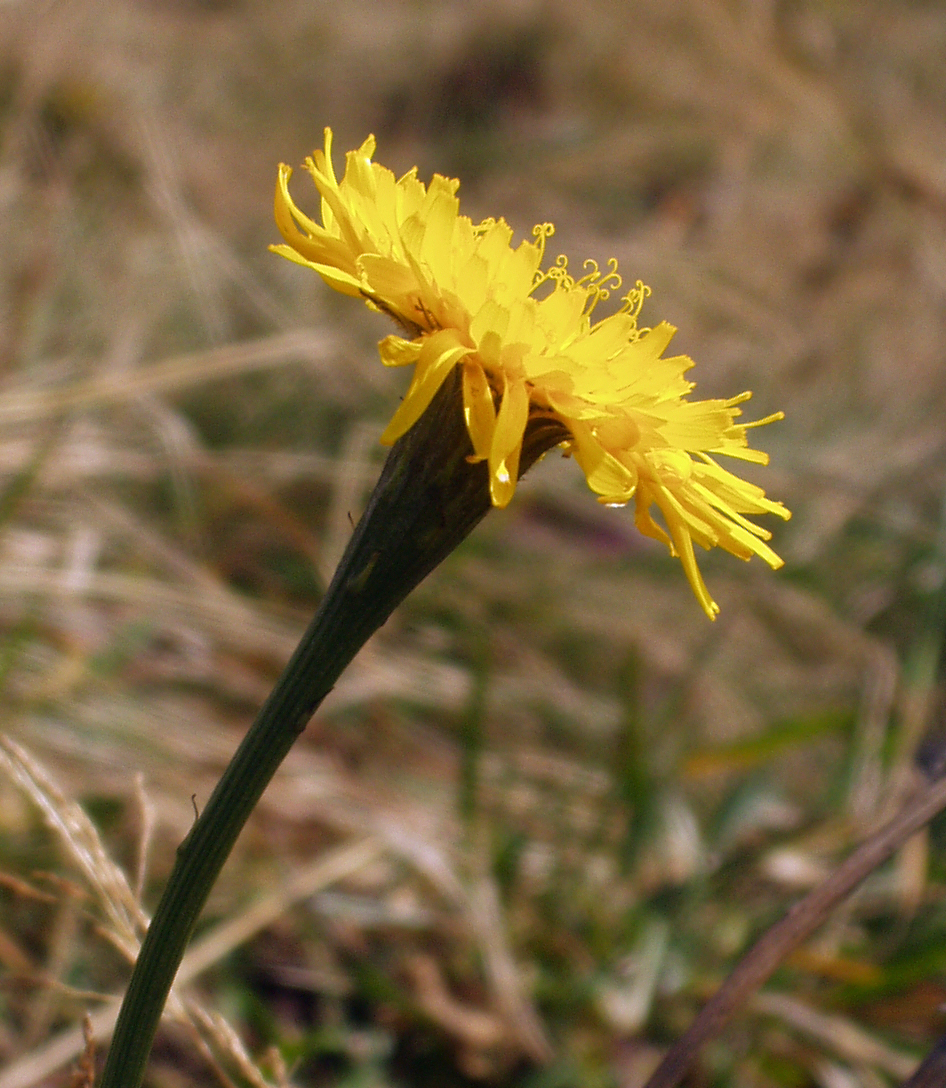
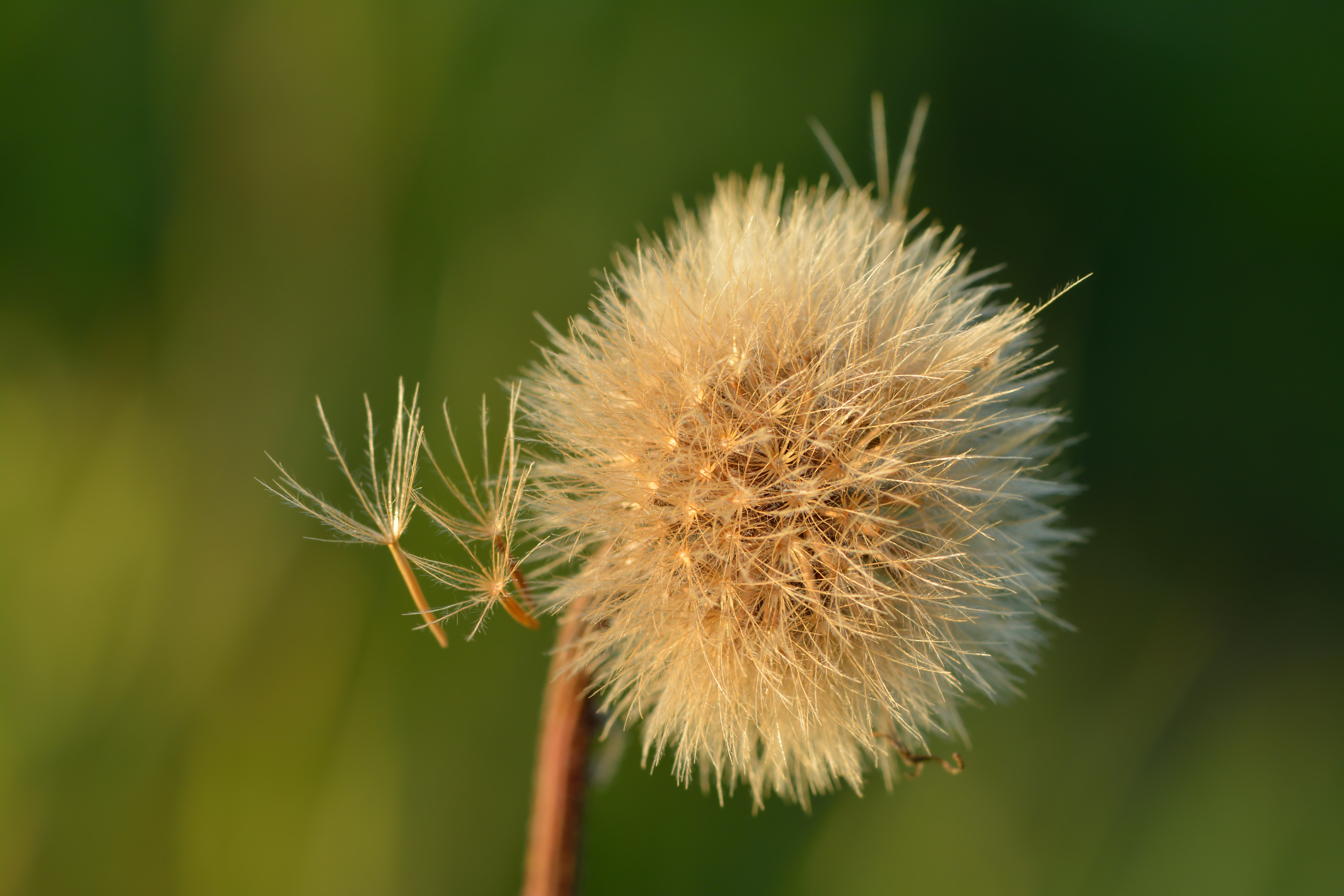
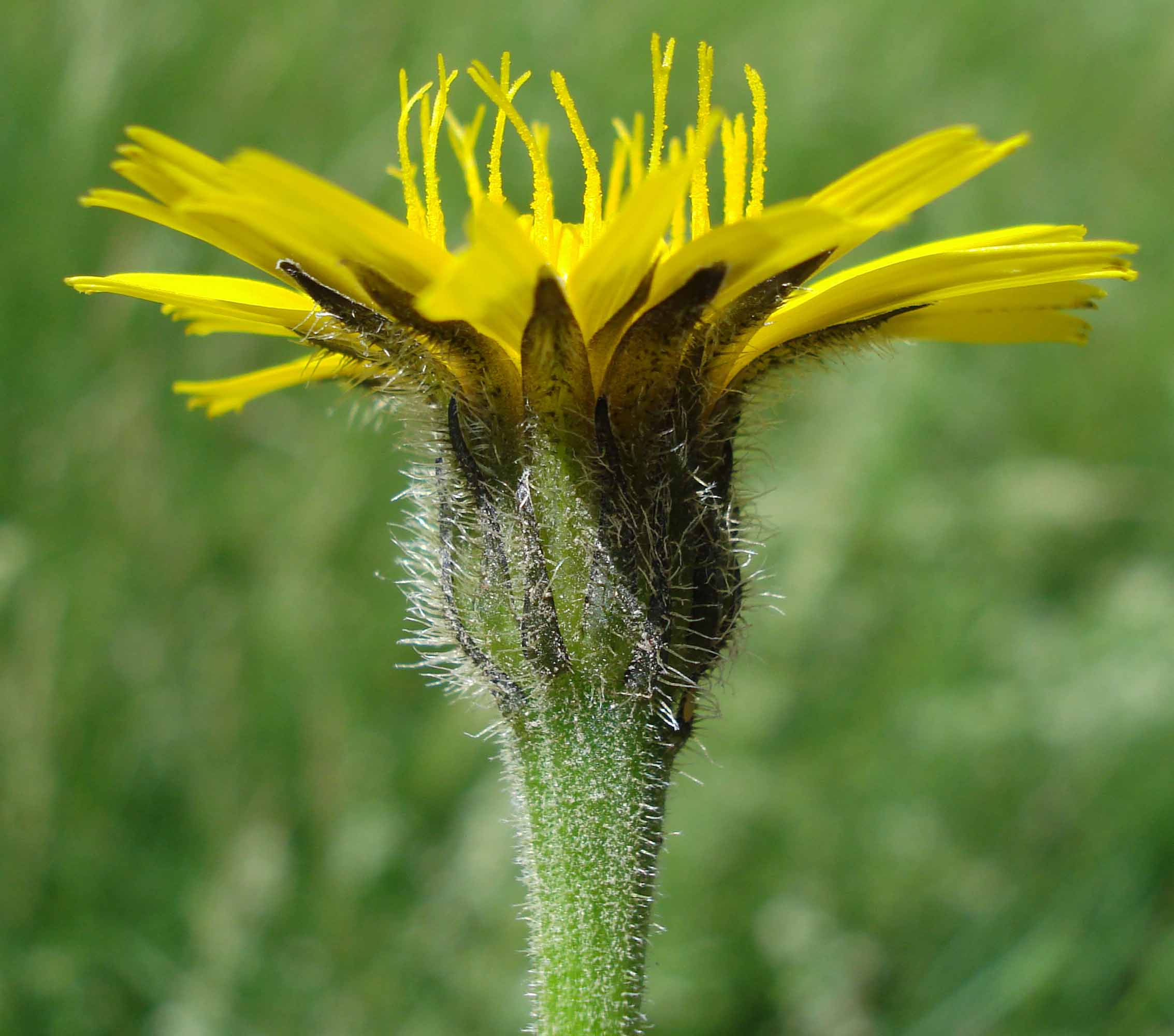
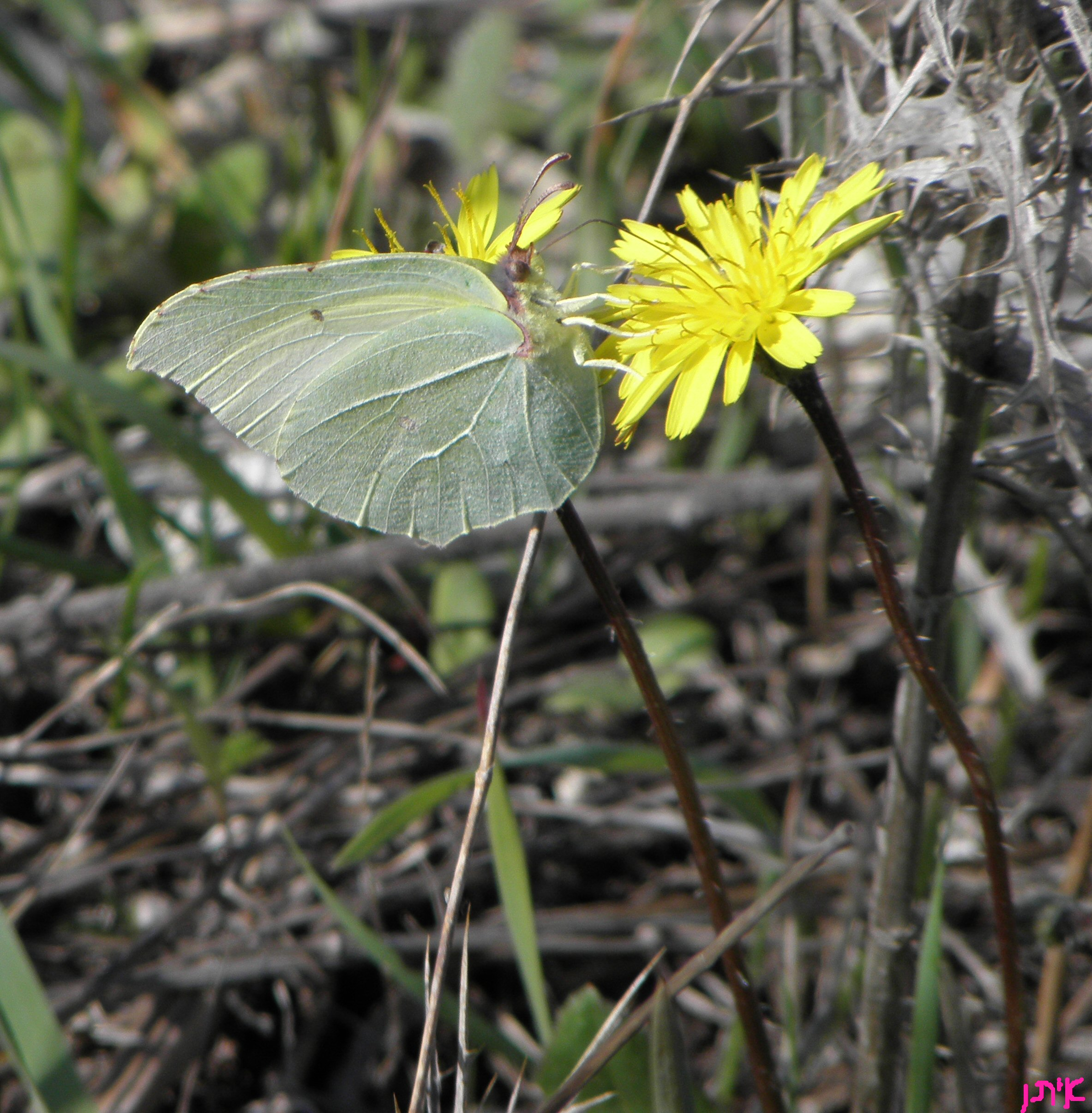

## Dottertaxa till Lejonfibblor, i alfabetisk ordning[1]
- Leontodon alpestris
- Leontodon alpinus
- Leontodon ambiguus
- Leontodon anomalus
- Leontodon apulus
- Leontodon asperifolius
- Leontodon asperrimus
- Leontodon asperus
- Leontodon atlanticus
- Leontodon balansae
- Leontodon berinii
- Leontodon biscutellifolius
- Leontodon borbasii
- Leontodon boryi
- Leontodon bourgaeanus
- Leontodon brancsikii
- Leontodon calvatus
- Leontodon caucasicus
- Leontodon collinus
- Leontodon crispus
- Leontodon croceus
- Leontodon dandaleus
- Leontodon dentatus
- Leontodon djurdjurae
- Leontodon dubius
- Leontodon ehrenbergii
- Leontodon eriopodus
- Leontodon farinosus
- Leontodon filii
- Leontodon froedinii
- Leontodon gaussenii
- Leontodon glaber
- Leontodon glaberrimus
- Leontodon glabra
- Leontodon graecus
- Leontodon hellenicus
- Leontodon hirtum
- Leontodon hirtus
- Leontodon hispidaster
- Leontodon hispidus
- Leontodon hugueninii
- Leontodon hyoseroides
- Leontodon incanus
- Leontodon intermedius
- Leontodon jouffroyi
- Leontodon kaiseri
- Leontodon kerneri
- Leontodon kotschyi
- Leontodon kulczynskii
- Leontodon kunthianus
- Leontodon laciniatus
- Leontodon laconicus
- Leontodon lannesii
- Leontodon libanoticus
- Leontodon lucidus
- Leontodon macrorrhizus
- Leontodon maroccanus
- Leontodon megalorrhizus
- Leontodon molineri
- Leontodon nivatensis
- Leontodon oxylepis
- Leontodon pinetorum
- Leontodon pinnatifidus
- Leontodon pitardii
- Leontodon pratensis
- Leontodon preslii
- Leontodon reboudianum
- Leontodon rigens
- Leontodon rosani
- Leontodon ruthii
- Leontodon saxatilis
- Leontodon siculus
- Leontodon sooi
- Leontodon stenocalathius
- Leontodon subincanus
- Leontodon sublyratus
- Leontodon taraxacoides
- Leontodon tenuiflorus
- Leontodon tingitanus
- Leontodon tomentosus
- Leontodon tuberosus
- Leontodon tulmentinus
- Leontodon uliginosus
- Leontodon vegetus